# Eric Halejcio
Eric Halejcio, né le 10 novembre 1978 à Abidjan, est un taekwondoïste français.
Il remporte la médaille de bronze dans la catégorie des moins de 76 kg aux Championnats d'Europe de taekwondo 1992.